# 杨乐云
杨乐云（1919年—2009年），女，江苏常州人，中国共产党党员。捷克文学翻译作家。

## 生平
1944年毕业于上海沪江大学英语系。1948年后历任捷克斯洛伐克驻华大使馆翻译，中国社科院外文所《世界文学》编辑部副编审。1956年开始发表作品。1982年加入中国作家协会。
2009年9月底，在中捷建交60周年前夕，捷克共和国驻北京大使馆将扬·马萨里克银色奖章授予杨乐云，以表彰她对中捷友好关系作出的贡献。
2019年11月因感冒被送往北京协和医院，诊断为严重的肺炎，后转至同仁医院。12月14日下午在重症监护室因器官衰竭逝世。

## 主要作品
- 译著：《世界美如斯》（雅罗斯拉夫·塞弗尔特著）、《鲍·聂姆佐娃中短篇小说选》《卡·恰佩克戏剧选》（扬·聂鲁达著）、散文选《小城故事》（扬·聂鲁达著）、《早春私语》
- 在《世界文学》期刊发表的翻译作品：赫拉巴尔的中篇小说《过于喧嚣的孤独》，短篇小说《中魔的人們》、《露倩卡和巴芙琳娜》及《谈创作》